# Cycloderma indicum
Cycloderma indicum är en svampart som beskrevs av Klotzsch 1832. Cycloderma indicum är ensam i släktet Cycloderma som ingår i ordningen Agaricales, klassen Agaricomycetes, divisionen basidiesvampar och riket svampar.   Inga underarter finns listade i Catalogue of Life.